# Jacques-Nicolas Lemmens
Pour les articles homonymes, voir Lemmens.
Jacques-Nicolas Lemmens, né le 3 janvier 1823 à Zoerle-Parwijs et mort le 30 janvier 1881 en son château Linterpoorten à Zemst, est un organiste et compositeur belge.

## Biographie
- Il fut un «protégé» de François-Joseph Fétis, qui voulut en faire un musicien capable de renouveler l’art organistique belge. Après des études au Conservatoire royal de Bruxelles dans la classe d’orgue de Christian Girschner où il obtient un premier prix en 1845, Fétis l’envoie se perfectionner chez Adolf Friedrich Hesse, à Breslau, afin de recueillir la tradition de Jean-Sébastien Bach.

Fétis écrit lui-même :
Jugeant alors de l'avenir réservé aux rares facultés de ce jeune artiste, le directeur du Conservatoire, dans le but de fonder dans cette institution une école de bons organistes qui manquait à la Belgique, demanda au ministre de l'intérieur une pension pour que M. Lemmens pût aller à Breslau, chez le célèbre organiste Adolf Hesse, étudier les traditions de l'art de Jean-Sébastien Bach; sa demande fut accueillie par le gouvernement, et Lemmens partit pour la capitale de la Silésie au commencement de 1846. Après qu'il y eut passé une année, Hesse écrivit à l'auteur de cette notice : Je n'ai plus rien à apprendre à M. Lemmens : il joue la musique la plus difficile de Bach aussi bien que je puis le faire. [...] En 1849, Lemmens fut nommé professeur d'orgue au Conservatoire de Bruxelles.
En fait, Lemmens n’était resté à Breslau que peu de temps et Hesse avait trouvé son talent «tout à fait médiocre», démentant même l’existence de la lettre élogieuse citée par Fétis. De son côté, Lemmens estimait qu’il avait peu appris en Allemagne et qu’il avait fait le voyage pour rien.

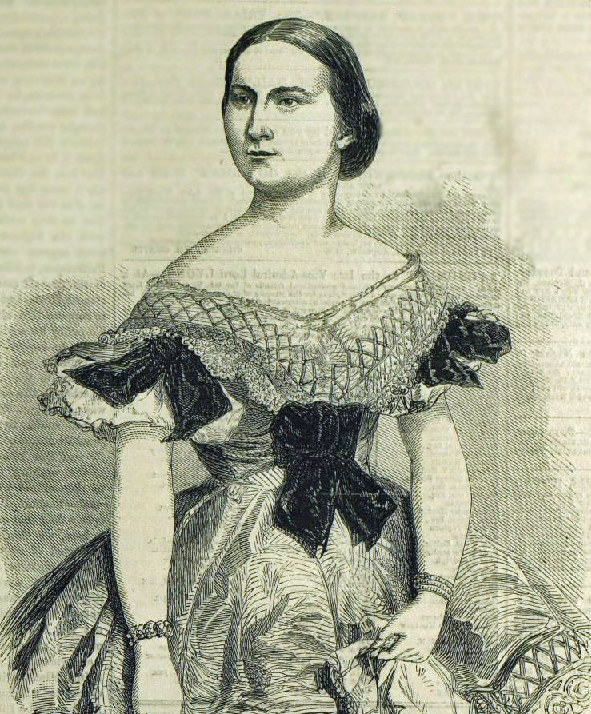
La soprano Helen Sherrington épouse de Jacques-Nicolas Lemmens

- En 1847, avec sa cantate Le Roi Lear, il se classe deuxième au prix de Rome (derrière François-Auguste Gevaert), et il publie l'année suivante sa première œuvre pour orgue : Dix improvisations dans le style sévère et chantant.
- Il donne en février 1852 des récitals d'orgue sur le nouveau Cavaillé-Coll de l'Église Saint-Vincent-de-Paul, éblouissant le monde musical parisien, en particulier grâce à son brillant jeu de pédale, fruit de ses études en Allemagne.
- Professeur d’orgue au Conservatoire royal de Bruxelles entre 1849 et 1869, il y forme de jeunes talents belges, dont Alphonse Mailly, Clément Loret et Joseph Callaerts, et français dont Alexandre Guilmant et Charles-Marie Widor.
- Il n'a pas, contrairement à l'usage, occupé de poste d'organiste d'église important.
- Jacques-Nicolas Lemmens fut un chaînon extrêmement important dans la tradition de l'orgue français, instaurant le style et la technique de l'école qui le suit et faisant découvrir les œuvres de Jean-Sébastien Bach qui en France étaient encore fort mal connues.

Le 3 janvier 1857, Jacques-Nicolas Lemmens épouse à Londres la soprano anglaise Helen Sherrington (1834-1906). Le couple alla s'installer au château Linterpoorten à Zemst et ensemble ils donnèrent des concerts dans de nombreux pays. Jacques-Nicolas Lemmens et Helen Sherrington eurent une fille Marguerite, née à Londres le 7 septembre 1874 et décédée à Bruxelles le 29 mars 1962, qui épousa René Poelaert, agent de change, né le 16 juillet 1874 à Bruxelles et décédé à Schaerbeek le 22 décembre 1946, fils de Constant Poelaert, avocat, frère de l'architecte Joseph Poelaert, et d'Ernestine Jacobs.

## Compositions pour l’orgue
- 1848 Dix Improvisations dans le style sévère et chantant
- 1862 École d’Orgue, basée sur le plain-chant romain, ouvrage pédagogique dont sont extraites les pièces suivantes :

1. Cantabile (Allegretto) en si mineur
2. Fanfare (Allegro non troppo) en ré majeur
3. Finale (Allegro) en ré majeur
4. Prélude à 5 parties (Grave) en mi bémol majeur
5. Prière (Moderato cantabile) en ré majeur

- 1866 Quatre pièces en style libre pour orgue : Allegretto en si bémol, Christmas-Offertorium, Fantaisie en la mineur, Grande Fantaisie « L’orage » en mi mineur
- Trois Sonates (1874):
  - Sonate N° 1 « Pontificale » (ré mineur)
    - Allegro moderato
    - Adagio
    - Marche Pontificale (Maestoso)
    - Fuga (Fanfare)

  - Sonate N° 2 « O Filii » (mi mineur)
    - Prélude (Allegro non troppo)
    - Cantabile (Andante)
    - Fuga (Allegro con fuoco)

  - Sonate N° 3 « Pascale » (la mineur)
    - Allegro
    - Adoration (Andante sostenuto)
    - Finale «Alleluia» (Maestoso recitando - Allegro)